# Agnès de Courtenay
Pour les autres membres de la famille, voir Maison de Courtenay.
Agnès de Courtenay (1133 † 1184/5) est une fille de Josselin II de Courtenay, comte d'Édesse, et de Béatrice de Saône ; elle fut mariée quatre fois, dont une avec Amaury Ier, roi de Jérusalem.

## Biographie

### Famille et enfance
La famille de Courtenay possède depuis 1118 le comté d'Édesse, l'État latin d'Orient situé le plus au nord et le plus avancé dans le monde musulman. Josselin Ier de Courtenay, le grand-père d'Agnès, avait reçu le comté de son allié et cousin le roi Baudouin II. Josselin II en hérite en 1131, à la mort de son père, et tente désespérément de défendre son comté contre ses voisins musulmans hostiles. Agnès vit à Édesse jusqu'à la prise de la ville par Zengi le 23 décembre 1144. Son père l'envoie ensuite à Turbessel par sécurité. Édesse est reprise le 27 octobre 1146, mais définitivement perdu le 3 novembre 1146.
Sa mère Béatrice a pris une part active dans le lutte contre Zengi. Agnès a un frère Josselin III, futur sénéchal du royaume de Jérusalem, et une sœur, Isabelle, mariée à Thoros II, prince arménien des Montagnes.

### Premiers mariages

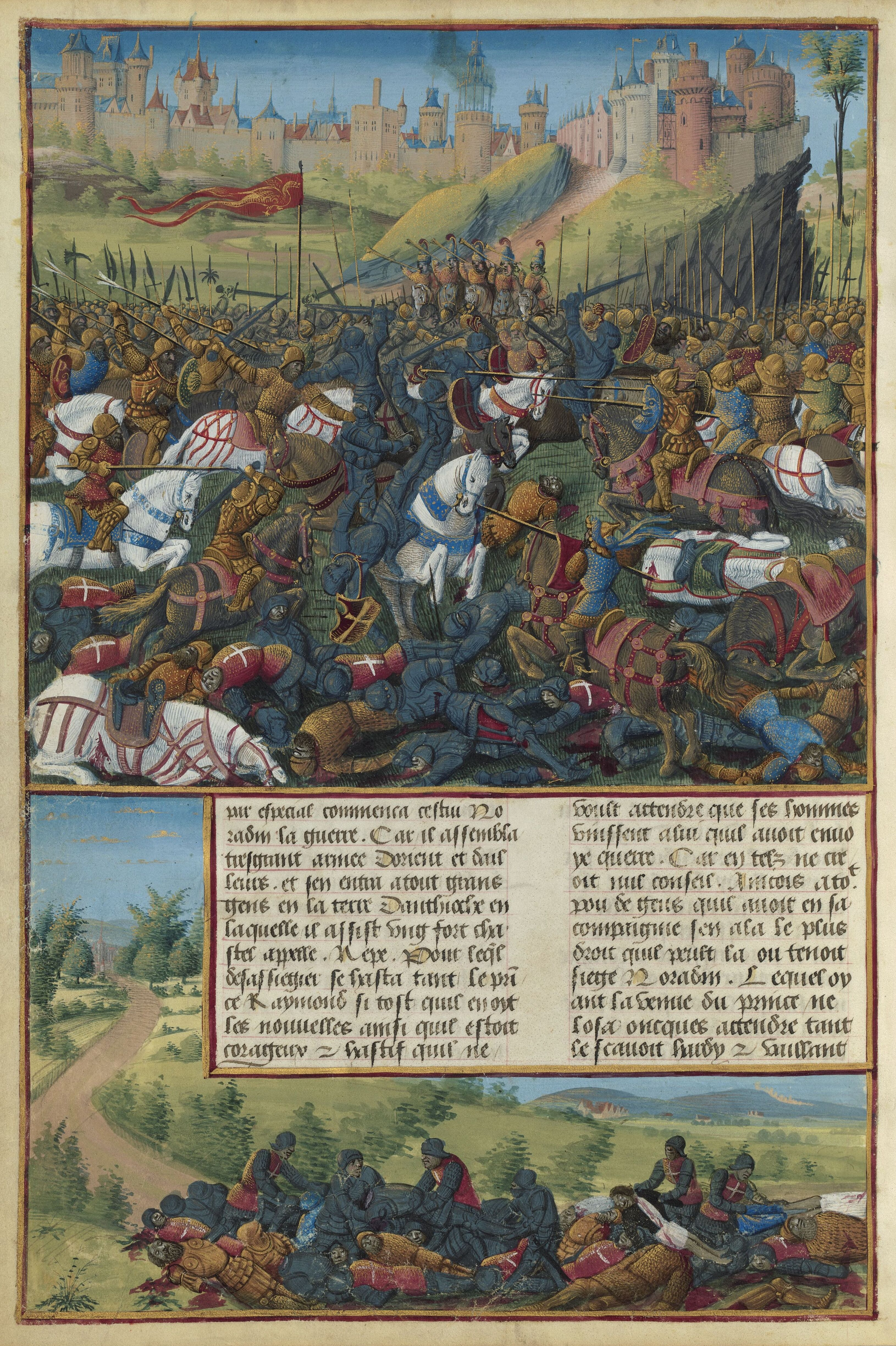
Bataille d'Inab.

Son père la donne en mariage à un de ses vassaux, Renaud, seigneur de Marach. La date de mariage n'est pas connue, mais on peut raisonnablement la situer vers 1147 ou 1148. La seigneurie de Marach appartenait auparavant à un certain Baudouin, qui est mort lors de la dernière prise d'Édesse, en novembre 1146. Comme Renaud ne semble pas être apparenté à Baudouin, il est fort possible que Josselin confie Marach à Renaud en même temps que la main de sa fille. En 1148, Agnès est âgée d'à peine quinze ans.
Renaud participe aux combats contre les Turcs pour protéger les restes du comté d'Édesse et de la principauté d'Antioche. Il est tué aux côtés de Raymond de Poitiers, prince d'Antioche, le 29 juin 1149 à la bataille d'Inab. Nur ad-Din profite de cette victoire pour s'emparer des restes du comté d'Édesse (dont Turbessel) et d'une partie de la principauté d'Antioche. Josselin II est capturé par les musulmans en 1150 et meurt dans les geôles de Nur ad-Din en 1159.
Béatrice, la mère d'Agnès, cède tous ses droits sur le comté d'Édesse à l'Empire byzantin et se réfugie avec sa famille au château de Saone, dans la principauté d'Antioche. Aucune chronique ne parle d'eux avant 1157[réf. nécessaire].
Il semble qu'à cette date elle se fiance avec Hugues d'Ibelin, mais ce dernier est capturé par les Turcs et reste emprisonné un an. Entretemps, Agnès s'est mariée, en 1158, avec Amaury d'Anjou-Jérusalem, comte de Jaffa et Ascalon, frère cadet du roi Baudouin III de Jérusalem, malgré l'opposition du patriarche Foucher d'Angoulême qui leur oppose une consanguinité au quatrième degré.
Deux enfants sont nés de ce mariage :
- Sybille (1159 † 1191), reine de Jérusalem ;
- Baudouin IV le lépreux (1161 † 1185), roi de Jérusalem.

### Le règne d'AmauryIer
Baudouin III meurt à Beyrouth le 10 janvier 1162 et Amaury, son frère doit lui succéder. Mais pour être couronné, il doit avoir l'assentiment du Conseil des barons du Royaume, et ces barons lui annoncent qu’ils jugent Agnès de Courtenay indigne de devenir leur reine, et qu'ils n'accepteront Amaury comme roi que s'il se sépare de son épouse. La raison invoquée est la consanguinité entre les époux, mais comme les barons acceptent de reconnaître la légitimité des enfants nés du mariage. Il semble qu'Agnès soit jugée trop volage et intrigante à tel point que la chronique d'Ernoul leur fait dire que « cette femme ne doit pas être reine d'une cité aussi importante que Jérusalem ». D'autres la qualifient de cupide, frivole et légère. Amaury n'hésite pas longtemps et, usant de la consanguinité, répudie Agnès et devient roi de Jérusalem.

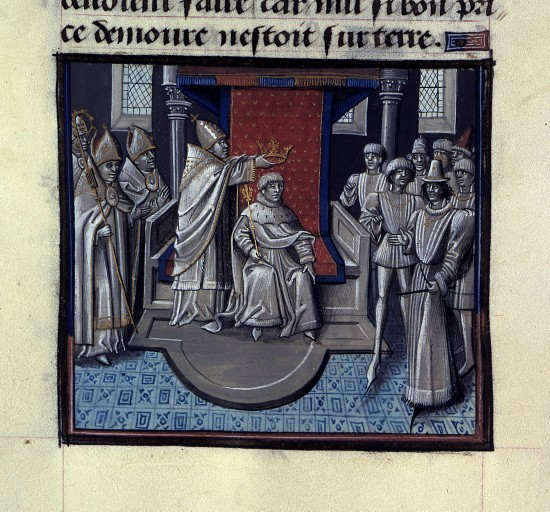
Couronnement d'Amaury Ier.

Agnès reçoit un fief extrait du comté de Jaffa, conserve le titre de comtesse de Jaffa, mais est éloignée de la cour. Sibylle est confiée à sa grand-tante Yvette, abbesse de Béthanie, tandis que Baudouin est instruit par Guillaume de Tyr. Dans les années qui suivent, Agnès se remarie avec son ancien fiancé Hugues d'Ibelin, seigneur de Rama, mais qui meurt en 1170 lors d'un pèlerinage à Saint-Jacques-de-Compostelle.
Quelques années plus tard, en 1174, Agnès se remarie pour la quatrième fois, avec Renaud de Grenier, seigneur de Sidon († 1202). Guillaume de Tyr affirme que les époux se séparent à l'amiable rapidement et toujours pour une raison de consanguinité, qu'il n'explicite pas, mais un acte de décembre 1179 la nomme « Agnes, comtesse de Sidon », ce qui met en cause cette affirmation de Guillaume de Tyr. Il est vrai que Renaud et Agnès n'ont pas eu d'enfant, ce qui pourrait confirmer le divorce, mais Agnès a alors quarante et un ans et n'est peut-être plus en âge d'enfanter.

### Le règne deBaudouinIV
Amaury Ier meurt le 11 juillet 1174 et son fils Baudouin IV, malheureusement atteint de la lèpre, lui succède. Le sénéchal Miles de Plancy se comporte en régent informel, mais irrite rapidement la noblesse. Raymond III de Tripoli réclame la régence, soutenu par de nombreux barons, dont Renaud de Sidon, le mari d'Agnès. Après avoir tenté de temporiser, Miles est assassiné et Raymond devient régent.

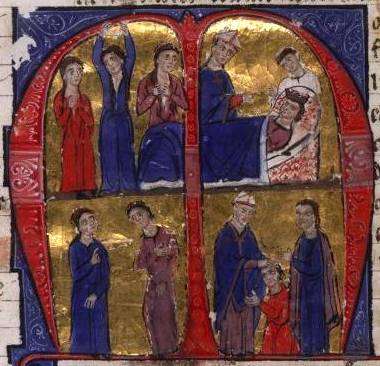
Mort d'Amaury Ier et couronnement de Baudouin IV.

Agnès en profite pour reparaître à la Cour, espérant manœuvrer son fils et en obtenir des avantages, siège au conseil et l'accompagne même lors de plusieurs campagnes militaires, tandis que la reine-douairière Marie Comnène se retire dans son fief de Naplouse, puis épouse en 1177 Balian d'Ibelin, le frère cadet d'Hugues d'Ibelin.
La rumeur relayée par Guillaume de Tyr, lui prête plusieurs amants, mais rien ne permet de l'affirmer. Ce qui est sûr c'est qu'elle a parfois réussi dans ses intrigues à placer ses proches et ses favoris. Ainsi son favori Amaury de Lusignan est fait chambellan en 1175, puis connétable en 1179. Pour lui complaire, elle accepte de persuader sa fille de se marier avec Guy de Lusignan, frère d'Amaury, puis de faire accepter ce mariage au roi. Son frère Josselin III de Courtenay, retenu captif depuis la bataille d'Harenc en 1164, est libéré en 1176 par le payement d'une rançon de cinquante mille dinars prélevée sur le trésor royal. À peine libéré, Josselin est fait connétable du Royaume. En 1181, pour l'élection du patriarche de Jérusalem, elle appuie la candidature d'Héraclius, un autre favori, contre Guillaume de Tyr.
Elle meurt entre septembre 1184 et le 1er février 1185.